# Live (album, Miladojka Youneed)
Live je album v živo slovenske glasbene skupine Miladojka Youneed, izdan leta 1994. Material je bil posnet na koncertu v Portorožu junija leta 1994, razen dveh bonus skladb, ki sta studijski verziji z albuma Ghastly Beyond Belief, posneti v Studiu Tivoli leta 1987.

## Seznam pesmi
1. »Jungle« – 4:49
2. »Reel Love« – 5:53
3. »Sax Maniac« – 5:08
4. »Show Me« – 3:56
5. »Burned Out« – 4:08
6. »Dirty Blues« – 5:05
7. »Beautiful Lie« – 5:18
8. »Talk About« – 4:00
9. »Ja-ku-za« – 5:39
10. »Pocket Calculator« – 4:53
11. »Fire the Sky« – 5:12
12. »Ra-ta-ta« (bonus pesem) – 5:51
13. »A je u omari« (bonus pesem) – 4:58

## Zasedba

### Miladojka Youneed
- Miroslav Lovrič — vokal
- Mario Marolt — tenor saksofon, vokal
- Jožef Sečnik — bas kitara, spremljevalni vokali
- Nenad Krsmanovič — kitara, spremljevalni vokali
- Roman Ratej — bobni, tolkala

### Ostali
- Mina Škerlep — fotografiranje
- Miran Klenovšek — oblikovanje